# Daoud Aoulad-Syad
Daoud Aoulad-Syad (árabe: داوود اولاد السيد ; nacido el 14 de abril de 1953 en Marrakech) es un fotógrafo, director y guionista marroquí. Su fotografía, que en su mayoría gira en torno a Marruecos y sus habitantes, ha sido presentada en exposiciones en todo el mundo.

## Biografía
Mientras estudiaba un doctorado en física en la Universidad de Nancy, se apasionó por la fotografía. Tras varias exposiciones, empezó a asistir a un taller de cine en la École nationale supérieure des métiers de l'image et du son. Dirigió los cortometrajes Mémoire ocre, Entre l'absence et l'oubli y L'Oued antes de realizar su primer largometraje, Adieu forain en 1998.

## Filmography

### Director
- 1991 : Mémoire ocre (cortometraje)
- 1993 : Entre l'absence et l'oubli (cortometraje)
- 1995 : L’Oued (cortometraje)
- 1998 : Adieu forain
- 2001 : Le Cheval de vent (Aoud rih)
- 2004 : Tarfaya
- 2007 : Waiting for Pasolini (Fi intidar Pasolini)
- 2010 : La Mosquée (A Jamaâ)
- 2018 : Les voix du désert